# 中區 (堺市)
中区（日语：／ Naka ku */?）是堺市的7個行政区之一。轄區內西北部為平原，在泉北高速鐵道線通車後，快速的發展為住宅區；東南部為丘陵至今仍有大量農田及灌溉用池塘。

## 歷史
現在的中區轄區在江戶時代分屬田安德川家領地、旗本領和關宿藩領地，明治維新後，旗本領先在1868年被劃入堺縣，田安德川家領地和關宿藩領地也在1869年先後被劃入堺縣，1889年實施町村制時，中區的區域分屬八田莊村、深井村、東百舌鳥村、久世村、西陶器村、東陶器村，共六個行政區劃。
八田莊村、深井村、東百舌鳥村在1942年先被併入堺市，其餘的久世村、西陶器村、東陶器村在1955年和上神谷村合併為泉丘町，但僅四年後泉丘町也被併入堺市。
1992年堺市將過去原屬八田莊村、深井村、東百舌鳥村、和泉丘町上神谷以外的區域劃設中支所的管轄區。2006年堺市成為政令指定都市時，就直接將原屬中支所管轄的區域設置為中區。

## 交通
區內對外的鐵路交通僅有泉北高速鐵道線，設有深井站，往北可直通高野線進入堺市主要地區，或是轉乘大阪市高速電氣軌道御堂筋線進入大阪市區。

### 鐵路
泉北高速鐵道
- 泉北高速鐵道線：深井站

## 教育
大阪府立大學的校本部位於中區的中百舌鳥校區。

## 外部連結
- OpenStreetMap上有關中區 (堺市)的地理
- （日語） 官方网站